# Konzèna
Konzèna är en ort i Burkina Faso.   Den ligger i regionen Boucle du Mouhoun, i den centrala delen av landet, 160 km sydväst om huvudstaden Ouagadougou. Konzèna ligger 264 meter över havet och antalet invånare är 320.
Terrängen runt Konzèna är platt. Runt Konzèna är det ganska glesbefolkat, med 27 invånare per kvadratkilometer.. Närmaste större samhälle är Ton, 1,9 km norr om Konzèna.
Omgivningarna runt Konzèna är en mosaik av jordbruksmark och naturlig växtlighet.